# Brouwerij Van Steenberge
Brouwerij Van Steenberge es una fábrica de cerveza en Ertvelde, Flandes Oriental, Bélgica. Sus dos cervezas más conocidas son Gulden Draak y Piraat, ambas cervezas de alta graduación con 10,5%.

## Historia
Fue fundada en 1784 por Jean Baptise De Bruin bajo el nombre De Peer. De Bruin se casó con Angelina Petronella Schelfaut que continuó con la cervecería después de su muerte. Cuando murió, dejó la cervecería a su primo, Jozef Schelfaut, que la había ayudado durante muchos años en la cervecería y conocía el arte de la elaboración de la cerveza. Su hija Margriet se casó con Paul Van Steenberge, profesor de microbiología en la escuela cervecera de Gante. Después de la I Guerra Mundial, se hizo cargo de la cervecería. En 1919 cambió el nombre de la cervecería a Brouwerij Bios, el mismo nombre de la cerveza que entró en producción en el momento.

## Piraat
Piraat es una pale ale belga, que contiene un 10,5% de alcohol por volumen. Es lupulada, y se describe como «potente y con un montón de sabores sutiles».
Los fundadores de BeerAdvocate la califican con una "A". The Beer Lover's Rating Guide le da un 4 sobre 5.

## Cervezas
Van Steenberge elabora además las siguientes cervezas:
- Augustijn Grand Cru
- Augustijn Blond
- Baptist Blonde
- Baptist White
- Bornem Blonde
- Bornem Double
- Bornem Triple
- Celis White
- Gulden Draak (Dragón dorado en holandés) (10.5% ABV)
- Gulden Draak 9000 Quadruple (10.70%)
- Leute Bokbier
- Principale Bruin
- St. Stefanus Blonde
- St. Stefanus Grand Cru
- Piraat Triple Hop